# 999 (număr)
999 (nouă sute nouăzeci și nouă) este numărul natural care urmează numărului 998 și îl precede pe  1000.

## În matematică
- este un număr Harshad.[1]
- 999 = 33 × 37, este un număr Kaprekar.[2]
- este un repdigit în bazele 10 și 36.
- este un număr palindromic în bazele 10, 14 (51514) și 36 (RR36).
- este cel mai mare număr întreg pozitiv cu 3 cifre în baza 10.

## Simbologie și numerologie
În numerologia religiei parodice SubGenius, numărul 999 îl reprezintă pe Bob Dobbs.

## Alte domenii
- În unele părți ale lumii, precum în Marea Britanie și țările din Commonwealth, numărul 999 (pronunțat 9-9-9) este numărul de telefon de urgență.
- 999 a fost o formație de punk din Londra, care a fost activă în anii 1970.[3][4][5][6]